# 大河原亀文
大河原 亀文（おおかわら かめぶみ/きぶん、安永2年（1773年） - 天保2年10月7日（1831年11月10日））は武蔵国（現・埼玉県）の文人、風刺小説家。本名は包章。通称は文左衛門。字は夷彦。号に周滑平、非虚陳人、賤之屋など。
武蔵国高麗郡飯能村（現・埼玉県飯能市）生まれ。薬屋の亀屋を創業。家業のかたわら、漢詩、批評、風刺、和歌、俳句などの著作を残す。また、風刺小説家として、大窪詩仏や大田錦城ら一流の学者などを揶揄した「学者必読妙々奇談」を書いたことが有名。